# Puchar Świata w narciarstwie alpejskim 2017/2018
Sezon 2017/2018 Pucharu Świata w narciarstwie alpejskim rozpoczął się dla kobiet 28 października 2017 roku, tradycyjnie w austriackim Sölden, zaś mężczyźni z powodu odwołania ich zawodów w Austrii, cykl rozpoczęli 2 tygodnie później, 12 listopada 2017 roku w fińskim Levi. Ostatnie zawody z tego cyklu odbyły między 12 a 18 marca 2018 roku w szwedzkim kurorcie Åre. 
W dniach 8 - 24 lutego 2018 roku odbyły się XXIII Zimowe Igrzyska Olimpijskie, które zostały rozegrane w południowokoreańskim kurorcie Pjongczang.

## Puchar Świata w narciarstwie alpejskim kobiet
Wśród kobiet pucharu świata z sezonu 2016/17 broniła Mikaela Shiffrin z USA, która triumfowała także w tym sezonie.
W poszczególnych klasyfikacjach triumfowały:
- zjazd:  Sofia Goggia
- slalom: Mikaela Shiffrin
- gigant:  Viktoria Rebensburg
- supergigant:  Tina Weirather
- superkombinacja: Wendy Holdener

## Puchar Świata w narciarstwie alpejskim mężczyzn
Wśród mężczyzn pucharu świata z sezonu 2016/17 bronił Austriak Marcel Hirscher, który triumfował także w tym sezonie.
W poszczególnych klasyfikacjach triumfowali:
- zjazd:  Beat Feuz
- slalom: Marcel Hirscher
- gigant:  Marcel Hirscher
- supergigant:  Kjetil Jansrud
- superkombinacja: Peter Fill